# Río Ialomița
El río Ialomița  (en rumano, Râul Ialomița ) es un río europeo que discurre por la parte meridional de Rumania, un afluente de la margen izquierda del curso inferior del río Danubio. Su longitud es de 417 km y drena una cuenca de 10.350 km² (similar a países como Líbano, Jamaica o Kosovo).
El río atraviesa los distritos rumanos de Dâmboviţa, Prahova, Ilfov e Ialomiţa.

## Geografía
El río Ialomița tiene su origen en la vertiente oriental de las montañas de Bucegi, en la parte norte del distrito de Dâmboviţa. Discurre en su primer tramo en dirección sur, cruzando la llanura de Bărăgan. Llega a Fieni, Pucioasa, Târgovişte (89.429 hab en 2002). Sigue luego un corto tramo formando la frontera natural entre los distritos de Prahova y Ilfov (donde está la capital del país, Bucarest), y luego entra en el distrito de Ialomiţa. Pasa por Urziceni (17.089 hab), Balaciu (3.346 hab), Ciochina (3.546 hab), Slobozia (52.710 hab) y desemboca finalmente cerca de la ciudad de Țăndărei (12.791 hab).
El río tiene muchos afluentes, aunque ninguno de ellos de importancia, salvo el río Prahova (con 176 km de longitud y una cuenca de 3.150 km²), el Cricovul Sărat (80 km y 609 km²) y el Cricovul Dulce (69 km y 579 km²).